# USDA Soil Taxonomy
USDA Soil Taxonomy este un sistem de clasificare a solului publicat de Departamentul Agriculturii al SUA (USDA – Natural Resources Conservation Service, NRCS). Soil Taxonomy a fost dezvoltată în primul rând de Guy D. Smith. După un proiect din 1960, în 1975 a urmat prima ediție a Soil Taxonomy și a doua ediție în 1999. Keys to Soil Taxonomy sunt publicate la intervale mai scurte, fiecare conținând modificări minore. Ultima ediție de până acum este a treisprezecea ediție a Keys to Soil Taxonomy din 2022.
Pe lângă clasificarea solului a FAO, care nu mai este utilizată, și World Reference Base for Soil Resources (actuală: ediția a patra din 2022), Soil Taxonomy este unul dintre cele mai importante sisteme de clasificare a solurilor în uz la nivel mondial.
Soil Taxonomy împarte solurile în douăsprezece ordine în funcție de o combinație de factori de formare a solului, cu o importanță deosebită acordată climei, dar adesea și în funcție de puncte de vedere pur pragmatice:
- Alfisolurile prezintă acumulare a argilei în subsol și saturație ridicată cu baze. Pot fi întâlnite la latitudini temperate.
- Andisolurile sunt soluri cu alofani sau complexe aluminiu-humus. Multe s-au format din cenușă vulcanică.
- Aridisolurile sunt soluri deșertice care prezintă cel puțin o oarecare dezvoltare a solului, adesea acumulări de săruri ușor solubile, gips sau carbonat.
- Entisolurile sunt soluri foarte tinere cu o stratificare puțin vizibilă. Toate tipurile de sol care nu pot fi atribuite niciunuia dintre celelalte ordine sunt atribuite acestei categorii.
- Gelisolurile sunt caracterizate de prezența permafrostului la o adâncime de cel puțin doi metri. Cele mai mari zone de permafrost se găsesc în zonele boreale și polare ale emisferei nordice.
- Histosolurile au orizonturi organice puternice. Acestea includ, în special, mlaștinile, care se formează mai ales în climatele răcoroase și umede.
- Inceptisolurile sunt soluri tinere care au deja o anumită dezvoltare a solului și apar pe suprafețele de pământ tinere din întreaga lume.
- Mollisolurile un strat superior întunecat și bogat în humus și au o saturație mare cu baze. Ele apar în special în stepele din latitudinile medii.
- Oxisolurile sunt soluri puternic afectate de dezagregare meteorologică, dominate de caolinit și oxizi. Sunt deosebit de răspândite la tropice, sunt sărace în nutrienți și sunt adesea colorate în roșu din cauza hematitei.
- Spodosolurile prezintă o acumulare de aluminiu, fier și humus în subsol. Sunt foarte acide și apar de obicei pe substraturi nisipoase din regiunile răcoroase și umede, sub conifere și arbuști pitici.
- Ultisolurile prezintă acumulare a argilei în subsol și o saturație scăzută cu baze. Distribuția lor principală este în tropice și subtropice.
- Vertisolurile au un conținut ridicat de minerale argiloase umflabile și contractabile și apar în climatele umede de la tropice până în latitudini temperate.

Ordinele specificate sunt în continuare împărțite ierarhic în subordine, mari grupuri și subgrupuri. Alte subunități sunt familiile și seriile.